# La Vallée infernale (film)
Pour plus de détails, voir Fiche technique et Distribution.
La Vallée infernale (titre original : Buckskin Frontier) est un western américain réalisé par Lesley Selander, sorti en 1943.

## Fiche technique
- Titre : La Vallée infernale
- Titre original : Buckskin Frontier
- Réalisation : Lesley Selander
- Scénario :
- Musique :
- Photographie :
- Montage :
- Société de production : Harry Sherman Productions
- Pays :  États-Unis
- Durée : 61 minutes
- Date de sortie :
  - États-Unis : 14 mai 1943

## Distribution
- Richard Dix : Stephen Bent
- Jane Wyatt : Vinnie Marr
- Albert Dekker : Gideon Skene
- Lee J. Cobb : Jeptha Marr
- Victor Jory : Champ Clanton
- Lola Lane : Rita Molyneaux
- Max Baer : Tiny
- Joe Sawyer : Brannigan
- Harry Allen : McWhinny
- Francis McDonald : Duval
- George Reeves : Arpenteur
- Bill Nestell : Whiskers
- Merrill McCormick : Homme de main